# Бушрейнджер

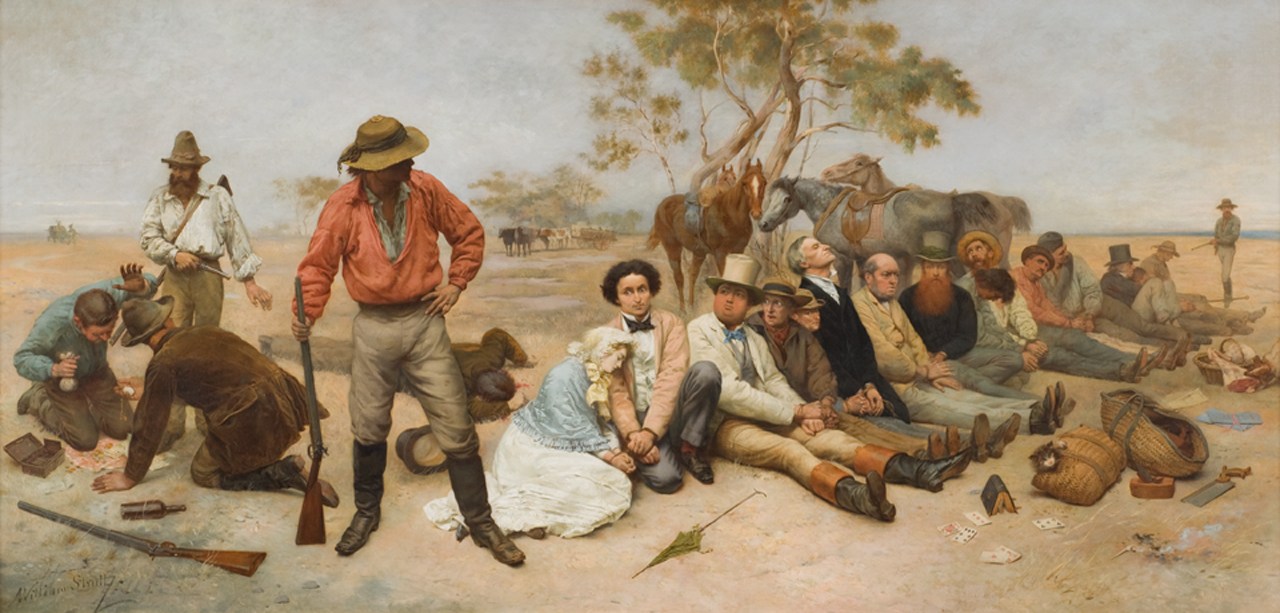
«Бушрейнджеры, Виктория, Австралия» («Bushrangers, Victoria, Australia»), Уильям Стратт, 1852 год

Бушре́йнджер (англ. Bushranger) — название беглых преступников в первые годы колонизации британцами Австралии, имевших необходимые навыки выживания в буше, где они скрывались от властей.
Впоследствии термин «бушрейнджер» в Австралии стал обозначать всех, кто отказался от социальных прав и привилегий и жил преступностью, в особенности вооружённым грабежом, используя буш в качестве своей базы.
Объектами грабежей и убийств со стороны бушрейнджеров, действовавших поодиночке или в небольших группах, чаще всего становились путники и дилижансы на дорогах, шахтёры и аборигены, а также банки и государственные учреждения в маленьких городках или просто отдалённые поселения. Первым бушрейнджером можно условно считать Джона Цезаря (более известного как «Чёрный Цезарь»), который сбежал с каторги в австралийский буш в 1789 году. До приблизительно 1850-х годов почти все бушрейнджеры были беглыми каторжниками, впоследствии (до в значительной степени исчезновения бушрейнджеров в 1880-х годах) — свободными поселенцами, сознательно преступившими закон. Наиболее знаменитым бушрейнджером был австралийский преступник Нед Келли (1854—1880). Не менее известен Бен Холл (1837—1865), банда которого действовала в Новом Южном Уэльсе. Окончательно бушрейнджеры как массовое явление исчезли в начале XX века.
Несмотря на то, что большинство бушрейнджеров (например, Джон Лич и Даниэль Морган) были безжалостными бандитами и убийцами и в большинстве своём закончили свою жизнь на виселице, уже в XIX веке они стали неотъемлемой частью австралийского фольклора. Сохранились упоминания о том, что бушрейнджеры Мэттью Брэди и Эдвард Дэвис гуманно обращались с пленными, а Дэвис якобы даже делился награбленными деньгами с бедными. Известно также, Нед Келли легко находил общий язык с коренными австралийцами, а Бен Холл, в отличие от своих сообщников, не убил ни одного человека, а когда полицейские застрелили его самого, общественность и ряд видных юристов объявили эту акцию незаконной. 
Бушрейнджеры стали героями множества австралийских легенд и народных песен, а впоследствии художественных сериалов и фильмов.